# Johann Daniel Zacharias Burjam

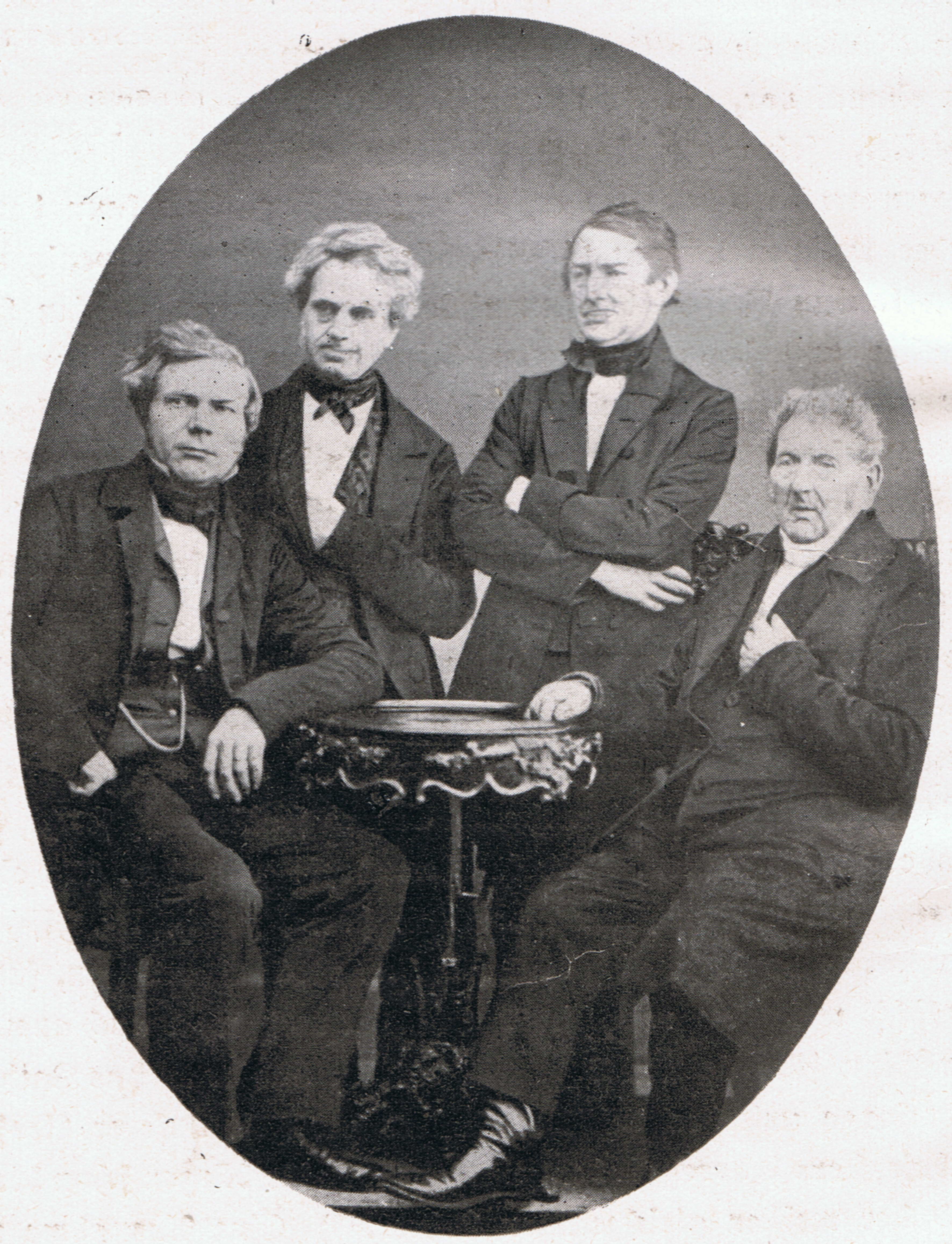
Lübecker Organisten im Jahre 1848, von links nach rechts: Hermann Jimmerthal (1809–1886), Johann Daniel Zacharias Burjam, Johann Jochim Diedrich Stiehl (1800–1872, Vater von Carl Stiehl), und Joachim Christoph Mandischer (1774–1860)

Johann Daniel Zacharias Burjam (* 4. August 1802 in Lübeck; † 22. März 1879 ebenda) war ein deutscher Violinist und Kirchenmusiker.

## Leben
Burjam war ein Sohn des Glockenläuters der Lübecker Katharinenkirche Andreas Matthias Burjam (1774–1832) und seiner Frau Ann Elisabeth, Geb. Zell (1768–1858). Er erhielt seinen ersten Unterricht in Violine, Bratsche, Flöte und Klavier durch den Ratsmusikanten Heinrich Bartelmann (1773–1858). Ein Kreis von Musikliebhabern um den Senator Röttger Ganslandt ermöglichte ihm 1824 durch ein Stipendium die Möglichkeit, nach Ludwigslust zu gehen und dort bei Louis Massonneau und Carl Ludwig Cornelius Westenholz (1788–1854) zu studieren. Ab 1825 wirkte er als Konzertmeister und Dirigent der von Johann Wilhelm Cornelius von Königslöw und ab 1832 von Ganslandt geleiteten Liebhaberkonzerte. 1834 wurde er zum Stadtmusiker ernannt. Als Bratschist spielte er im weithin bekannten Quartett von Gottfried Herrmann. 1839 war er als Geiger Teil des Orchesters beim Ersten Norddeutschen Musikfest in Lübeck. Von 1850 bis 1852 war er interimistischer Dirigent der Lübecker Sinfoniekonzerte.
Von 1847 bis zu seinem Tod war er Organist der Lübecker Petrikirche. Daneben war er noch bis 1870 als Konzertmeister tätig. Sein Assistent (ab 1878) und Nachfolger an St. Petri war Karl Lichtwark. Zudem war er Mitglied der Lübecker Freimaurerloge Zur Weltkugel.
Seit 1829 war er verheiratet mit der aus Reinfeld stammenden Amalie Pauline Luise, geb. Holst. Das Paar hatte zwei Söhne und eine Tochter: Luise (Lucie, * 1837) wurde Komponistin; Alfred (1847–1907) ebenfalls Musiker und Organist an der Hamburger Hauptkirche St. Michaelis; Wilhelm (1842–1914) wurde Bankier und Direktor der Nordischen Actienbank für Handel und Industrie (Pohjoismaiden Yhdyspankki) im damals finnischen Wyborg. Die finnische Opernsängerin Mally Burjam-Borga (1874–1919) war dessen Tochter.

## Werke
Verschiedene seiner Kompositionen sind in der Lübecker Stadtbibliothek erhalten.
- Waffenlied. Dem Lübecker freiwilligen Schützen-Corps gewidmet von Chr[istian] von Grossheim. In Musik gesetzt mit Begleitung des Pianoforte von F.D.Z. Burjam. Lübeck: Kaibel o. J. (ca. 1850) (Digitalisat, Stadtbibliothek Lübeck)
- 3 Walzer (Abschrift in der dänischen Nationalbibliothek, Kopenhagen)